# 名越三昌
名越三昌（なごし みつまさ／さんしょう、寛永15年（1638年）没） は、安土桃山時代から江戸時代初期の釜師。名は弥右衛門、号を浄味。後世、子孫にも浄味を名乗る者がいるので区別して古浄味とも呼ばれる。父は京都三条釜座の名越善正といわれる。弟に江戸名越家を興した名越家昌。

## 略歴
- 慶長19年（1614年）、方広寺の大梵鐘鋳造に当たり、総棟梁として弟の名越家昌、対馬守国久、飯田重次等を棟梁に、鋳物師多数を統括した。
  - 「冶工京三条釜座名護屋越前少掾藤原三昌」とこの鐘の銘文に三昌だけ名が記されている。

## 子孫
- 京名越家として幕末まで続いた。

## 作品
- 四方釜、常張釜、尻張釜、阿弥陀堂釜などを製作した。
- 方広寺の、梵鐘、風鐸に銘が残る。

## 参考資料
- 『名物釜所持名寄』